# Mohammad Nochodilarimi
Mohammad Nochodilarimi (pers. محمد نخودی لاریمی ; ur. 10 lutego 2001) – irański zapaśnik walczący w stylu wolnym. Wicemistrz świata w 2021 i 2022; trzeci w 2023 i 2024. Złoty medalista mistrzostw Azji w 2024 i brązowy w 2019. Drugi w Pucharze Świata w 2022. Drugi na MŚ U-23 w 2019. Trzeci na MŚ kadetów w 2017. Mistrz Azji kadetów w 2018 roku.